# Empire (album de Queensrÿche)
Cet article concerne l'album de Queensrÿche. Pour l'album de Kasabian, voir Empire.
Pour les articles homonymes, voir Empire (homonymie).
 (janvier 2018).
Albums de Queensrÿche
Operation: Mindcrime
(1988) Promised Land
(1994)
Singles
1. Empire
Sortie : 1990
2. Silent Lucidity
Sortie : 14 février 1991
3. Best I Can
Sortie : Juin 1991
4. Jet City Woman
Sortie : Août 1991
5. Another Rainy Night (Without You)
Sortie : Novembre 1991
6. Anybody Listening?
Sortie : 1992

Empire est le quatrième album du groupe de heavy metal progressif américain Queensrÿche, publié en septembre 1990. 

## Présentation
Classé 129 semaines (soit près de 2 ans et demi), Empire atteint à la septième place du Billboard 200, le 6 octobre 1990.
L'album est certifié triple disque de platine par la Recording Industry Association of America (RIAA) depuis octobre 1994, ce qui en fait le plus gros succès commercial du groupe.
La ballade, et single principal, Silent Lucidity, se positionne à la neuvième place du Billboard Hot 100, le 1er juin 1991, et atteint la 1re place du Mainstream Rock Tracks. Il reste, à ce jour, le plus grand hit-single du groupe.
À la 34e cérémonie des Grammy Awards de 1992, Silent Lucidity est nommé pour la récompense dans les catégories « Best Rock Song (en français : Meilleure chanson rock) et « Best Rock Vocal Performance by a Duo or Group (en français : Meilleure performance vocale rock par un duo ou un groupe).
Les autres singles de l'album s'octroyent également une place dans le classement Mainstream Rock,

## Liste des titres
| 1.    | Best I Can                        | Chris DeGarmo                       | 5:34 |
| 2.    | The Thin Line                     | DeGarmo, Geoff Tate, Michael Wilton | 5:43 |
| 3.    | Jet City Woman                    | DeGarmo, Tate                       | 5:22 |
| 4.    | Della Brown                       | DeGarmo, Scott Rockenfield, Tate    | 7:04 |
| 5.    | Another Rainy Night (Without You) | DeGarmo, Eddie Jackson, Tate        | 4:29 |
| 6.    | Empire                            | Tate, Wilton                        | 5:24 |
| 7.    | Resistance                        | Tate, Wilton                        | 4:51 |
| 8.    | Silent Lucidity                   | DeGarmo                             | 5:48 |
| 9.    | Hand on Heart                     | DeGarmo, Tate, Wilton               | 5:33 |
| 10.   | One and Only                      | DeGarmo, Wilton                     | 5:54 |
| 11.   | Anybody Listening?                | DeGarmo, Tate                       | 7:42 |
| 63:24 |                                   |                                     |      |

| Titres bonus - Réédition remastérisée (Capitol Records, 2003) | Titres bonus - Réédition remastérisée (Capitol Records, 2003) | Titres bonus - Réédition remastérisée (Capitol Records, 2003) | Titres bonus - Réédition remastérisée (Capitol Records, 2003) | Titres bonus - Réédition remastérisée (Capitol Records, 2003) | Titres bonus - Réédition remastérisée (Capitol Records, 2003) | Titres bonus - Réédition remastérisée (Capitol Records, 2003) | Titres bonus - Réédition remastérisée (Capitol Records, 2003) | Titres bonus - Réédition remastérisée (Capitol Records, 2003) | Titres bonus - Réédition remastérisée (Capitol Records, 2003) |
| No                                                            | Titre                                                         | Auteur                                                        | Durée                                                         |                                                               |                                                               |                                                               |                                                               |                                                               |                                                               |
| ------------------------------------------------------------- | ------------------------------------------------------------- | ------------------------------------------------------------- | ------------------------------------------------------------- | ------------------------------------------------------------- | ------------------------------------------------------------- | ------------------------------------------------------------- | ------------------------------------------------------------- | ------------------------------------------------------------- | ------------------------------------------------------------- |
| 12.                                                           | Last Time in Paris                                            | DeGarmo, Tate                                                 | 3:57                                                          |                                                               |                                                               |                                                               |                                                               |                                                               |                                                               |
| 13.                                                           | Scarborough Fair                                              | Ballade traditionnelle                                        | 3:50                                                          |                                                               |                                                               |                                                               |                                                               |                                                               |                                                               |
| 14.                                                           | Dirty Lil' Secret                                             | DeGarmo, Tate                                                 | 4:09                                                          |                                                               |                                                               |                                                               |                                                               |                                                               |                                                               |
| 75:38                                                         |                                                               |                                                               |                                                               |                                                               |                                                               |                                                               |                                                               |                                                               |                                                               |

### 20th Anniversary Edition
En novembre 2010, à l'occasion des 20 ans de l'album, Capitol Records réédite celui-ci dans sa version remasterisée de 2003 incluant les 3 titres bonus et accompagné d'un disque bonus inédit du live enregistré à l'Hammersmith Odeon, à Londres (Royaume-Uni), le 15 novembre 1990,.
| Disque bonus 20th Anniversary Edition : Live à l'Hammersmith Odeon (15/11/1990) (Capitol Records, 9 novembre 2010) | Disque bonus 20th Anniversary Edition : Live à l'Hammersmith Odeon (15/11/1990) (Capitol Records, 9 novembre 2010) | Disque bonus 20th Anniversary Edition : Live à l'Hammersmith Odeon (15/11/1990) (Capitol Records, 9 novembre 2010) | Disque bonus 20th Anniversary Edition : Live à l'Hammersmith Odeon (15/11/1990) (Capitol Records, 9 novembre 2010) | Disque bonus 20th Anniversary Edition : Live à l'Hammersmith Odeon (15/11/1990) (Capitol Records, 9 novembre 2010) | Disque bonus 20th Anniversary Edition : Live à l'Hammersmith Odeon (15/11/1990) (Capitol Records, 9 novembre 2010) | Disque bonus 20th Anniversary Edition : Live à l'Hammersmith Odeon (15/11/1990) (Capitol Records, 9 novembre 2010) | Disque bonus 20th Anniversary Edition : Live à l'Hammersmith Odeon (15/11/1990) (Capitol Records, 9 novembre 2010) | Disque bonus 20th Anniversary Edition : Live à l'Hammersmith Odeon (15/11/1990) (Capitol Records, 9 novembre 2010) | Disque bonus 20th Anniversary Edition : Live à l'Hammersmith Odeon (15/11/1990) (Capitol Records, 9 novembre 2010) |
| No | Titre | Durée | | | | | | | |
| --- | --- | --- | --- | --- | --- | --- | --- | --- | --- |
| 1. | Resistance | 4:33 | | | | | | | |
| 2. | Walk in the Shadows                                                                                                | 3:57 | | | | | | | |
| 3. | Best I Can | 5:16 | | | | | | | |
| 4. | Empire | 5:12 | | | | | | | |
| 5. | The Thin Line | 5:44 | | | | | | | |
| 6. | Jet City Woman | 5:31 | | | | | | | |
| 7. | Roads to Madness                                                                                                   | 9:32 | | | | | | | |
| 8. | Silent Lucidity | 5:43 | | | | | | | |
| 9. | Hand on Heart | 5:18 | | | | | | | |
| 10. | Take Hold of the Flame                                                                                             | 5:11 | | | | | | | |
| 55:55 | | | | | | | | | |